# Jean-Paul de Dadelsen
Jean-Paul de Dadelsen (* 20. August 1913 in Straßburg; † 22. Juni 1957 in Zürich) war ein französischer Journalist, Lyriker und Übersetzer aus dem Elsass. Er wird in Frankreich oft als der „protestantische Claudel“ bezeichnet.

## Leben und Werk
Jean-Paul de Dadelsen war der Sohn eines Notars aus dem Elsass. Seine Mutter stammte aus Colmar. Er verbrachte seine Kindheit bis zum 13. Lebensjahr im elsässischen Dorf Muttersholtz nahe Schlettstatt, wo sein Vater arbeitete. Die Familie väterlicherseits hat deutsche und schweizerische Wurzeln. Es bestehen Verwandtschaftsbeziehungen weiteren Grades zur Familie des deutschen Musikwissenschaftlers Georg von Dadelsen. Jean Paul besuchte bis 1929 das Gymnasium in Mulhouse. Er setzte seine Sekundarschulausbildung am Henner-Kolleg in Altkirch fort. Nachdem er dort sein Abitur nicht bestand, schickten ihn seine Eltern auf das Lycée Louis-le-Grand in Paris.
1930 bei Vorbereitungen für sein Universitätsstudium lernte er Léopold Sédar Senghor kennen. Er nahm an Zeichenkursen des elsässischen Malers Robert Breitwieser teil. Er studierte Deutsch und beschäftigte sich intensiv mit den deutschen Romantikern. 1936 wurde er „reçu premier à l’agrégation d’allemand“. Er erhielt also auf Wettbewerbsbasis als Jahrgangsbester die höchste Lehramtsbefähigung („agrégation“) für das Unterrichtsfach Deutsch. In der Folge übersetzte er bis 1939 mehrere deutschsprachige Autoren, unter anderem Hans Helfritz, Hermann Graf Keyserling, Bernard von Brentano und Ernst Glaeser. Er wurde am Lycée Saint-Charles in Marseille zum Lehrer für deutsche Literatur ernannt. Hier lernte er Georges Pompidou kennen, der am gleichen Gymnasium als Lehrer wirkte.

### Kriegsdienst
1938 wurde er als Dolmetscher in die französische Armee eingezogen. 1940 kämpfte er in einem französischen Panzerverband. Er wurde mit dem Croix de guerre ausgezeichnet. 1941 wurde er zum Gymnasiallehrer in Oran ernannt, wo er sich mit Albert Camus befreundete. Im Dezember 1942 schloss er sich den Streitkräften für ein freies Frankreich unter General de Gaulle in London an. Er wurde im Rang eines Majors zum Dolmetscher der 1. Fallschirmjägerbrigade ernannt. 1943 wurde er Beamter der Kommission des Inneren in der Informationsabteilung der Vorläufigen Regierung General de Gaulles in London. In diesem Jahr heiratete er die Engländerin Barbara Windebank (1913–1992), mit der er zwei Kinder hatte. 1944 nach der Befreiung der Stadt Paris wurde er als Leiter des Informationsministeriums nach Paris entsandt. 1945 trat er in Paris in die Redaktion der von Albert Camus herausgegebenen Zeitschrift Combat ein. Andere führende Mitarbeiter dieser Zeitschrift waren Jean-Paul Sartre, André Malraux, Emmanuel Mounier und Raymond Aron.

### Journalismus
1946 ging Jean-Paul de Dadelsen als politischer Korrespondent für den Combat nach London. Als Camus 1947 den Combat verließ, wechselte de Dadelsen bis 1949 als Londoner Korrespondent zur Zeitschrift des Franc-Tireur. Von 1946 bis 1951 präsentierte de Dadelsen für den französischen Dienst der BBC das Wochenformat für aktuelle Angelegenheiten “Les Propos du Vendredi”. Bis 1956 war er Redakteur für die französischen und deutschen Dienste der BBC. 1951 wechselte er zum Centre Européen de la Culture (CEC) nach Genf, wo er mit Denis de Rougemont zusammenarbeitete. Zur selben Zeit fungierte er als Berater von Jean Monnet bei der Etablierung der Europäische Gemeinschaft für Kohle und Stahl in Luxemburg. 1956 wurde er stellvertretender Leiter des Internationalen Presse Institutes in Zürich.
Im Januar 1957 machten sich erstmals Symptome eines Gehirntumors bei Jean-Paul de Dadelsen bemerkbar. Er starb am 22. Juni 1957 in einer Klinik in Zürich. Die meisten seiner Gedichte wurden erst posthum veröffentlicht. Die Pianistin Anne de Dadelsen-Hanson ist seine älteste Tochter, seine jüngere Tochter Alice de Dadelsen-Asquith wirkte lange bei der Los Angeles Philharmonie und an der Oper von Los Angeles.

### Das dichterische Werk
Bewusst dichterisch tätig wurde Jean-Paul de Dadelsen 1952, erst im Alter von 39 Jahren, mit dem Gedicht „Bach en automne“ (1952–1953). Albert Camus veröffentlichte dieses Gedicht in der Nouvelle Revue Française vom November 1955. 1956 erschienen „L’Invocation liminaire de Jonas“. 1957 veröffentlichte er „La dernière nuit de la pharmacienne“. Im Juli 1957 erschienen in Preuves „Trois Poèmes“, die drei Gedichte: „Dépassé.Provisoirement“, „Dernière nuit de la pharmacienne“ und „Amérique du Sud, hauts-plateaux, guitare“. 1959 erschien Peupliers et trembles  in den Cahiers des Saisons. 1961 erschien Bénédiction  in der Nouvelles Revue Française. Ein erster Sammelband aus der unvollendeten Gedichtserie „Jonas“, wurde 1962 von François Duchêne, einem Kollegen und Freund von Jean Monnet, bei Gallimard veröffentlicht. Im Vorwort äußerte sich der französische Schriftsteller Henri Thomas über den Dichter Jean-Paul de Dadelsen: „Er folgt niemandem. Es gibt nichts entsprechendes in unserer Literaturwissenschaft. Weder Terroristen noch Rhetoriker werden von ihm profitieren. Wir müssen immer daran denken, dass das poetische Genie über unser konformistisches Denken einfach lacht. Wenn es aus heiterem Himmel zuschlägt, will es uns nicht überraschen. Es will uns nur zu verstehen geben, dass es ist.“
Frühe poetische Texte aus der Jugend de Dadelsens sind in dem Band „La beauté de vivre, Poèmes et lettres à l’oncle Eric“ zusammen mit den Briefen von 1929 bis 1936 an „Oncle Eric“, den Mann der Schwester seiner Mutter, veröffentlicht. Eine der Quellen seiner dichterischen Inspiration war für den in eine praktizierende lutherische Familie Hineingeborenen die Bibel (siehe „Jonas“, „Bach en automne“, „La femme de Loth“). Das Elsass und die Landschaften seiner Kindheit, das Ried und der Sundgau prägten seine poetische Sensibilität („Jonas“, „Bach en automne“, „Goethe en Elsass“, „Cinq étapes d'un poème“). Jean-Paul de Dadelsen übersetzte die elsässischen Gedichte von Nathan Katz ins Französische. Als Deutsch-Lernender schätzte er aufs Höchste die Literatur von Johann Wolfgang von Goethe und Friedrich Schlegel.
Seine Drehbücher für BBC-Sendungen zum Thema Krieg („Ombre“) und zu Europa („Straßburg“, „Acte de Naissance“, „Y at-il une Europe?“, „La vocation de l’Angleterre“), sowie sein Gedicht „Les Ponts de Budapest“ über die ungarische Revolution von 1956 gegen die Unterdrückung durch die UdSSR zeigten de Dadelsen als einen Menschen, der persönlich Verantwortung für das Schicksal Europas übernahm.
Obwohl seine poetischen Werke für die Menschen um ihn herum offensichtlich wurden, erfolgte die Anerkennung seines dichterischen Genies erst posthum. Er schrieb hauptsächlich in französischer Sprache. Er schrieb aber auch auf Deutsch (für die BBC) und in englischer Sprache („Stone in Vence“, „Prospect of Pisa“).